# Барфлер
Барфлер (фр. Barfleur) насеље је и општина у северној Француској у региону Доња Нормандија, у департману Манш која припада префектури Шербур-Октевил.
По подацима из 2011. године у општини је живело 643 становника, а густина насељености је износила 1071,67 становника/km². Општина се простире на површини од 0, km². Налази се на средњој надморској висини од 4 метра.

## Демографија
| 1962. | 1968. | 1975. | 1982. | 1990. | 1999. | 2011. |
| ----- | ----- | ----- | ----- | ----- | ----- | ----- |
| 827   | 837   | 703   | 619   | 599   | 642   | 643   |

График промене броја становника у току последњих година